# Sisters Are Doin' It for Themselves
«Sisters Are Doin' It for Themselves» es un sencillo del dueto entre el dúo británico de pop Eurythmics y la cantante estadounidense de soul/R&B Aretha Franklin grabado en los estudios de RCA Records en 1985, bajo la producción de David A. Stewart y la dirección de Eddie Arno y Markus Innocenti. La canción se lanzó en los Estados Unidos el octubre de 1985, pero también se incluyó en los álbumes Be Yourself Tonight de Eurythmics y Who's Zoomin' Who? de Aretha Franklin, que salieron a la venta respectivamente en mayo y julio de ese mismo año. 
Como sencillo dance, el tema musical tuvo un gran éxito alcanzando el número diez en la Hot Dance Club Play de la revista Billboard. Además, ocupó la posición número 18 en el Billboard Hot 100 de los sencillos pop, y la posición 9º en el UK Singles Chart. Esta composición posicionó a Eurythmics en la escena musical mundial como un dueto capaz de lanzar éxitos a nivel global.

## Antecedentes y lanzamiento
Originalmente, Annie Lennox y Dave Stewart compusieron «Sisters Are Doin' It for Themselves» para ser cantada en un dueto conformado por la líder de Eurythmics junto a Tina Turner, quien finalmente declinó participar debido a que la letra no se ajustaba a la imagen que quería proyectar. Aretha Franklin fue llamada en su reemplazo, y aunque aceptó grabar el tema, encontró que la letra tenía algunos pasajes demasiado ásperos para su repertorio y solicitó suavizarlos; Lennox, quien en un principio encontró tal solicitud incomprensible debido a que su estilo era precisamente transgresor, llegó a un acuerdo para realizar algunos ajustes con lo que la canción quedó lista para ser grabada.
El proceso de grabación fue en Detroit -lugar donde residía Aretha Franklin-, y aunque existieron rumores sobre algunos roces entre Lennox y la Dama del Soul, Annie los ha negado; de hecho, delante de la prensa ambas mostraron una relación armoniosa y respeto mutuo por el trabajo de la otra, aunque también señalaron que sus puntos de vista musicales eran diferentes.
Producido por Dave Stewart, el registro musical contó con la colaboración de los integrantes de Tom Petty and the Heartbreakers Mike Campbell en la guitarra principal, Stan Lynch en batería y Benmont Tench en los teclados, mientras que el coro gospel estuvo a cargo de la agrupación Charles Williams Singers.

## Posicionamiento en listas
| País           | Lista                                                   | Mejor posición | ref    |
| -------------- | ------------------------------------------------------- | -------------- | ------ |
| Bélgica        | Belgian Singles Chart                                   | 17             | [ 4 ]  |
| Canadá         | Canadian Singles Chart                                  | 33             | [ 8 ]  |
| Países Bajos   | Dutch Singles Chart                                     | 17             | [ 9 ]  |
| Alemania       | German Singles Chart                                    | 22             | [ 10 ] |
| Irlanda        | Irish Singles Chart                                     | 5              | [ 11 ] |
| Nueva Zelanda  | New Zealand Singles Chart                               | 6              | [ 9 ]  |
| Polonia        | Polish Singles Chart                                    | 29             | [ 12 ] |
| Suiza          | Swiss Singles Chart                                     | 20             | [ 13 ] |
| Reino Unido    | UK Singles Chart                                        | 9              | [ 14 ] |
| Estados Unidos | U.S. Billboard Hot 100                                  | 18             | [ 15 ] |
| Estados Unidos | R&B/Hip-Hop Songs                                       | 66             | [ 15 ] |
| Estados Unidos | U.S. Billboard Dance/Club Play Songs Chart              | 10             | [ 15 ] |
| Estados Unidos | U.S. Billboard Hot Dance Music/Maxi-Singles Sales Chart | 36             | [ 16 ] |